# Oporinia precursaria
Oporinia precursaria là một loài bướm đêm trong họ Geometridae.